# アメリカン・ニューシネマ
アメリカン・ニューシネマは、1960年代後半から1970年代にかけてアメリカ合衆国で製作された映画作品群を指す日本独自の呼び名。
この時期に現れた、従来とは異なる表現やテーマを持った映画作品がアメリカ本国で「ニュー・ハリウッド（New Hollywood）」と呼ばれ、これを指して日本では「アメリカン・ニューシネマ」の語が定着した。どちらの用語も、どの作品を含めるかについては論者によって大きく幅がある。

## 用語・定義

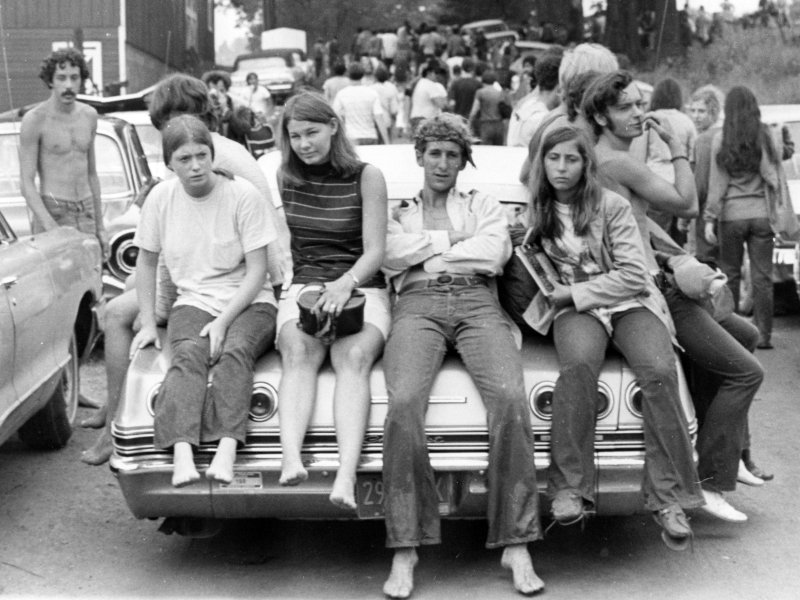
ウッドストック・フェスティバルに集まった若者たち（1969年）。「ニュー・ハリウッド」ではこうした若者のアメリカ社会への抵抗やその挫折が主要なテーマになったとみなされ、この見方は日本の「アメリカン・ニューシネマ」定義にも受け継がれた（本文参照）。

日本で呼称される「アメリカン・ニューシネマ」について、『現代映画用語事典』（2012）は「アウトローやアンチ・ヒーローを主人公にすえて多くは反体制を志向」し、「リアリズム表現を基本に (…) 時に暴力の直接的な描写や不道徳とされた性的関係を扱」っていると述べ、物語構造・登場人物や取りあげられる題材が従来のハリウッド映画から大きく変化したことをその特徴と指摘している。
また評論家の川本三郎はとりわけ物語と登場人物の変化に注目し、アメリカン・ニューシネマとは「五〇年代のアメリカ社会が築き上げたいわゆるアメリカン・ウェイ・オブ・ライフに対する反抗によって作られたもの」と述べ、「アメリカン・ニューシネマとは、新しく登場したプロテスト世代の論理と感覚の表現だったといっていい」と指摘している。
さらに映画評論家の田山力哉は、『未知との遭遇』『エレファント・マン』『スター・ウォーズ』なども「アメリカン・ニューシネマ」作品に数えながら、とくに『ダーティ・ハリー』 や『わらの犬』のような作品が代表的だとして「アメリカ映画は暴力描写が主流を占めるという時代がきた」と述べている。
ただ、評論家の樫本慶次はジョナス・メカスなどの実験映画の系譜を重視して「本質的にはアンダーグラウンド映画を落して〈アメリカン・ニュー・シネマ〉を論じてはならない」と述べるなど、日本でもこの言葉の定義は一様ではない。
一方、英語圏においても、「若者という主題」や「暴力的・性的表現」に注目した定義が行われている。オックスフォード大学出版局の『映画学事典』では、「ニュー・ハリウッド」が、社会に反旗を翻す登場人物やハッピーエンドの拒否、プロダクション・コード（ヘイズ・コード）の本格的な解体によって可能になった性・暴力・麻薬などの露骨な映像描写によって特徴づけられる、と指摘している。また映画研究者の小野智恵は、アメリカ映画研究史をふりかえる文脈において、ニュー・ハリウッドについて「多くは (…) 体制批判などの『政治』、犯罪行為などの『暴力』、あるいは『セクシュアリティ』といった主題を扱い、手法的にはハリウッドの形式的・内容的な慣習の批評、解体・再構築、新たな解釈、融合、といった試みを行うものであった」と指摘している。
アメリカの「ニュー・ハリウッド」は1970年代以降のハリウッドにおける映画製作全般を指して使われることがあり、この場合には1977年の『スター・ウォーズ』第1作までを含める研究者もいる。アメリカでは他に「アメリカン・ニューウェーブ（American New Wave）」や「ハリウッド・ルネサンス（Hollywood Renaissance）」などの呼称が提案されている。
またこれらとは全く別に、60年代前半にニューヨークなどでジョナス・メカスらが開始した反ハリウッド的な自主映画制作の動きを指して「ニュー・アメリカン・シネマ (New American Cinema）」と呼ぶことがある。

## 起源
1967年8月にアーサー・ペン監督『俺たちに明日はない』がアメリカで公開されると、その激しい暴力描写や犯罪を美化するかのような物語に当初は批判が集まった。しかし当時アメリカの映画批評界で大きな影響力をもっていたポーリン・ケイルは『ニューヨーカー』誌（10月13日号）でこの作品を取り上げ、「いま人々が感じ、話し、書いている題材をそのまま映画の世界に持ち込んでいる」新しい試みとして絶賛した。さらに『TIME』誌（1967年12月8日号）はこの作品を表紙に掲げて「ニュー・シネマ：暴力、SEX、アート」なる見出しで特集記事を組む。そして「映画が描く自由の衝撃」と題する長文の解説記事で、ヨーロッパで始まっていた新しい映画の動きとこの作品を結びつけて論じてみせた。
アメリカでは、1967年12月末にはマイク・ニコルズ監督『卒業』が公開され、この二つの作品は翌年２月にアカデミー賞を受賞する。そして1969年に、きわめて低予算で製作されたデニス・ホッパー監督『イージー・ライダー』が大方の映画関係者の予想を裏切って全米で大ヒットすると、ハリウッド映画の世界で新しい潮流が始まったことが多くの人に強く意識されるようになった。
独占禁止法訴訟やＴＶの普及、若者の意識変化などによって長期の低迷傾向にあった大手映画会社がこれに目をつけ、映画の新しい作り手・俳優を次々に投入してゆくことになる。その代表例として、監督ではフランシス・フォード・コッポラ、マーティン・スコセッシ、ウィリアム・フリードキン、ポール・シュレーダー、テレンス・マリックなどが挙げられる。
日本では、『キネマ旬報』誌が1968年4月上旬で上記『TIME』記事などアメリカ映画の動向を紹介する特集記事を掲載。『俺たちに明日はない』『ある戦慄』『殺しの分け前/ポイント・ブランク』『冷血』『地獄の天使』(1967)の5作品を「アメリカン・ニュー・シネマ」として紹介し、この語が定着するきっかけとなった。

## 歴史
1940年代までの黄金時代のハリウッド映画は、観客に夢と希望を与えることに主眼が置かれ、英雄の一大叙事詩や、正義の味方による勧善懲悪、夢のような恋物語が主流であり「ハッピー・エンド」が多くを占めていた。1950年代以降、スタジオ・システムの崩壊やテレビの影響などにより、ハリウッドは製作本数も産業としての規模も低迷し、またジョセフ・マッカーシーの「赤狩り」が残した後遺症の傷も深かった。映画界ではウォルト・ディズニーやロナルド・レーガンたちが赤狩りに全面協力した。アルフレッド・ヒッチコックやチャールズ・チャップリン、フリッツ・ラング、ウィリアム・ディターレ、ダグラス・サークといった戦前戦後を通じてヨーロッパから移住、亡命してきた映画作家たちや、ニコラス・レイ、アンソニー・マン、サミュエル・フラーらいわゆる「B級映画(B movie)」とよばれる中小製作会社の低予算映画作家のなかにその萌芽はあった。
一方、ヨーロッパにおいては、戦後イタリアのネオレアリズモとシネマ・ヴェリテの手法が各国の若者に深い影響を与え、1950年代中期ロンドンのフリー・シネマに始まり、1950年代末期から、フランス、パリのヌーヴェルヴァーグ、ロンドンのブリティッシュ・ニュー・ウェイヴ、プラハのチェコ・ヌーヴェルヴァーグ、ドイツのニュー・ジャーマン・シネマ、映画『灰とダイアモンド』に代表されるポーランド派、スイス、ジュネーヴを中心とするヌーヴォー・シネマ・スイス、そして南米ブラジルのシネマ・ノーヴォ、ニューヨークのニュー・アメリカン・シネマ、東京（羽仁進、大島渚ら）まで飛び火し、世界に広がるニューシネマ運動が起きていた。
いずれも若い監督による新しい感覚や手法を特徴としている。当時ニューヨークには、ヨーロッパからの移民であったジョナス・メカスやD・A・ペネベイカー、リチャード・リーコックらのドキュメンタリー作家や、現代美術作家アンディ・ウォーホル、スタン・ブラッケージ、ジャック・スミスら実験映画作家、ネオレアリズモの影響を色濃く受けたジョン・カサヴェテスらがそれに呼応していた。またカリフォルニア州にも、10代にしてビアリッツの「呪われた映画祭」（1949年）に参加したケネス・アンガーなどの実験映画作家がいた。60年代の代表的なニュー・シネマには『イージー・ライダー』『ウッドストック』や、『俺たちに明日はない』などがあった。
まだジャーナリズムの熱意が高かった60年代には、アメリカ市民がベトナム戦争の実態を目の当たりにすることで、ホワイトハウスへの信頼感は音を立てて崩れていった。戦争に懐疑的になった国民は、アメリカ政府の矛盾点に目を向け、若者のヒッピー化、反体制化が見られ、人種差別、ドラッグ、エスカレートした官憲の暴力性などの現象も顕在化した。そして、それを招いた元凶は、政治の腐敗というところに帰結し、アメリカの各地で糾弾運動が巻き起こった。アメリカン・ニューシネマはこのような当時のアメリカの世相を投影していたと言われる。上述のとおり『TIME』誌は、『俺たちに明日はない』を大特集してこの新しい米国映画の動向を詳細にレポートした。
ニューシネマと言われる作品は、反体制的な人物（若者であることが多い）が体制に敢然と闘いを挑む、もしくは刹那的な出来事に情熱を傾けるなどするのだが、最後には体制側に圧殺されるか、あるいは悲劇的な結末で幕を閉じるものが多い。つまり「アンチ・ヒーロー」「アンチ・ハッピーエンド」が一連の作品の特徴と言えるのだが、それはベトナム戦争や大学紛争、ヒッピー・ムーブメントなどの騒然とした世相を反映していた。それと同時に、映画だけでなく小説や演劇の世界でも流行していたサルトルの提唱する実存主義を理論的な背景とした「不条理」も一部反映していたとする説もある。
低予算映画の流れにはロジャー・コーマンらがおり、アメリカン・ニューシネマの底辺部を、彼ら独立系の映画作家、映画プロデューサーが支えた。そこにはピーター・ボグダノヴィッチ、デニス・ホッパー、ジャック・ニコルソン、ピーター・フォンダ、アーサー・ペン、マーティン・スコセッシ、フランシス・フォード・コッポラらがいた。

### 終焉
ベトナム戦争の終結とともに、アメリカ各地で起こっていた反体制運動も下火となっていき、それを反映するかのようにニューシネマの時代も徐々に終焉することになる。1979年の『地獄の黙示録』がニュー・シネマの最後の作品との説もある。
70年代の半ばになると、『タワーリング・インフェルノ』（1974年）を筆頭に、『ジョーズ』（1975年）、『ロッキー』（1976年）、『スター・ウォーズ』（1977年）、『スーパーマン』（1978年）といった明るい商業主義的な映画が人気を博すようになり、スティーヴン・スピルバーグやジョージ・ルーカスのような作家たちをハリウッド・ルネサンス（Hollywood Renaissance）とも呼ぶようになった。
町山智浩は、敗戦により落ち込んでいたアメリカ国民が、”明るく希望のあるエンタメ作品”を求めたと、ニュー・シネマの終焉を良いことであると記述した。
また、翻訳家・批評家の今野雄二は「友情と思いやりに幻想を求めた男たちの甘ったれた現実逃避が、結局、アメリカン・ニュー・シネマの貧しい本質」であるとしている。
映画評論家の遠山純生は「アメリカン・ニューシネマ」の語が日本の映画雑誌や書籍においてどのように用いられてきたかを検証し、「定義付け不可能な実質のない言葉だという認識がありながら、内実が曖昧にされたままだらだらと使い続けられてきたのが日本における“（アメリカン・）ニューシネマ”」と結論づけている。

## 主な作品
上述のとおり日本語の「アメリカン・ニューシネマ」に統一的な定義は存在しないため、網羅的な作品一覧をつくることは困難だが、ここでは主要な日本語文献で代表的映画と明記されている作品を以下に挙げる。
| タイトル/原題                                              | 公開年 | 監督                             | 出演                                        | あらすじ、補足等 |
| ---------------------------------------------------------- | ------ | -------------------------------- | ------------------------------------------- | --- |
| 俺たちに明日はない Bonnie and Clyde                        | 1967年 | アーサー・ペン                   | ウォーレン・ベイティ フェイ・ダナウェイ     | 世界恐慌時代の実在の銀行強盗カップル、ボニーとクライドの無軌道な逃避行。                                                                                 |
| 卒業 The Graduate                                          | 1967年 | マイク・ニコルズ                 | ダスティン・ホフマン アン・バンクロフト     | 年上の夫人に翻弄される若者の精神的葛藤と自立。サイモン&ガーファンクルの「ミセス・ロビンソン」や「サウンド・オブ・サイレンス」も有名。                    |
| 暴力脱獄 Cool Hand Luke                                    | 1967年 | スチュアート・ローゼンバーグ     | ポール・ニューマン                          | フロリダの刑務所を舞台に、社会のシステムに組み込まれることを拒否する囚人を描く。                                                                         |
| 泳ぐひと The Swimmer                                       | 1968年 | フランク・ペリー                 | バート・ランカスター                        | |
| 真夜中のカーボーイ Midnight Cowboy                         | 1969年 | ジョン・シュレシンジャー         | ジョン・ヴォイト ダスティン・ホフマン       | ニューヨークの底辺で生きる若者2人の固く結ばれた友情とその破滅に向う姿を描く。                                                                            |
| ワイルドバンチ The Wild Bunch                              | 1969年 | サム・ペキンパー                 | ウィリアム・ホールデン ロバート・ライアン   | 西部を荒らしまわる強盗団「ワイルドバンチ」の壮絶な最期。                                                                                                 |
| イージー・ライダー Easy Rider                              | 1969年 | デニス・ホッパー                 | ピーター・フォンダ デニス・ホッパー         | 社会的束縛を逃れて自由な旅を続ける若者たちが直面する社会の不条理と無残な最期。冒頭のテーマ曲が有名。                                                     |
| 明日に向って撃て! Butch Cassidy and the Sundance Kid       | 1969年 | ジョージ・ロイ・ヒル             | ポール・ニューマン ロバート・レッドフォード | 西部を荒らしまわった実在の強盗の友情と恋をノスタルジックに描く。ラストシーンと主題歌が著名。                                                             |
| ひとりぼっちの青春 They Shoot horses, Don't They?          | 1969年 | シドニー・ポラック               | ジェーン・フォンダ                          | 存在しない賞金のために狂ったようにダンス大会で踊り続けるカップルを描く。                                                                                 |
| M★A★S★H マッシュ M*A*S*H                                   | 1970年 | ロバート・アルトマン             | ドナルド・サザーランド                      | 朝鮮戦争での野戦病院の人々を描いたブラックコメディー。                                                                                                   |
| 小さな巨人 LITTLE BIG MAN                                  | 1970年 | アーサー・ペン                   | ダスティン・ホフマン フェイ・ダナウェイ     | 121才の主人公がその生涯を語るアメリカ先住民として、また白人として生きた男のアメリカ史。                                                                  |
| いちご白書 The Strawberry Statement                        | 1970年 | スチュワート・ハグマン           | ブルース・デイヴィスン                      | 学園紛争に引き裂かれていく男女2人の恋。 |
| ソルジャー・ブルー Soldier Blue                            | 1970年 | ラルフ・ネルソン                 | キャンディス・バーゲン ピーター・ストラウス | 白人が無抵抗の先住民の村に対して行った、無差別虐殺であるサンドクリークの虐殺を扱う作品。                                                                 |
| ファイブ・イージー・ピーセス Five Easy Pieces              | 1970年 | ボブ・ラフェルソン               | ジャック・ニコルソン                        | 裕福な音楽一家に育ちながら、他の兄弟とは異なる流転の青春を送る男の心象を淡々と描く。エンディングが印象的な作品。                                         |
| モンテ・ウォルシュ Monte Walsh                             | 1970年 | ウィリアム・A・フレイカー        | リー・マーヴィン ジャック・パランス         | 文明の波が西部に押し寄せてきた西部開拓時代末期、花形だったガンマンやカウボーイたちが辿る哀れな末路を描く。                                               |
| フレンチ・コネクション The French Connection               | 1971年 | ウィリアム・フリードキン         | ジーン・ハックマン ロイ・シャイダー         | 麻薬組織に執念を燃やす刑事の活躍。若者や反体制側でなく、体制側の視点から社会病理を描く。                                                                 |
| バニシング・ポイント Vanishing Point                       | 1971年 | リチャード・C・サラフィアン      | バリー・ニューマン                          | デンバーからカリフォルニアまで、15時間で陸送する賭をした男の「消失点」を描いた物語。                                                                     |
| 愛の狩人 Carnal Knowledge                                  | 1971年 | マイク・ニコルズ                 | ジャック・ニコルソン アート・ガーファンクル | 優等生と不良の二人の男子大学生が、人生や愛について考え、様々な女性との関係が描かれる。                                                                   |
| さすらいのカウボーイ The Hired Hand                        | 1971年 | ピーター・フォンダ               | ピーター・フォンダ ウォーレン・オーツ       | 相棒とともに西部を旅した流れ者が、かつて捨て去った妻子の元に帰るが、受け入れてもらえるはずもなく…。                                                      |
| 断絶 Two-Lane Blacktop                                     | 1971年 | モンテ・ヘルマン                 | ジェームズ・テイラー ウォーレン・オーツ     | |
| ハロルドとモード 少年は虹を渡る Harold and Maude           | 1972年 | ハル・アシュビー                 | ルース・ゴードン バッド・コート             | 19歳の自殺を演じることを趣味としている少年と、79歳の天衣無縫な老女との恋を描く。                                                                         |
| 脱出 Deliverance                                           | 1972年 | ジョン・ブアマン                 | ジョン・ヴォイト バート・レイノルズ         | |
| グライド・イン・ブルー Electra Glide In Blue               | 1973年 | ジェームズ・ウィリアム・ガルシオ | ロバート・ブレイク                          | モニュメント・バレーを舞台に、夢破れた男たちの孤独、挫折、哀愁を描く。                                                                                   |
| アメリカン・グラフィティ American Graffiti                 | 1973年 | ジョージ・ルーカス               | リチャード・ドレイファス                    | |
| ダーティ・メリー/クレイジー・ラリー Dirty Mary Crazy Larry | 1973年 | ジョン・ハフ                     | ピーター・フォンダ ヴィック・モロー         | カーレース用の車を手に入れるために現金強奪に成功した若者3人組と、それを追う警察とのカー・アクション。                                                    |
| スケアクロウ Scarecrow                                     | 1973年 | ジェリー・シャッツバーグ         | ジーン・ハックマン アル・パチーノ           | 偶然出会った二人の男のロードムービー。荒くれ者のアウトローと「スケアクロウ」な生き方をする陽気な男。正反対の二人が織り成す奇妙な交流と友情、そして悲劇。 |
| 地獄の逃避行 Badlands                                      | 1973年 | テレンス・マリック               | マーティン・シーン シシー・スペイセク       | |
| ロング・グッドバイ The Long Goodbye                        | 1973年 | ロバート・アルトマン             | エリオット・グールド                        | 探偵のフィリップ・マーロウが友人の死をきっかけにある事件に巻き込まれていくレイモンド・チャンドラーのハードボイルド小説の映画化。                         |
| さらば冬のかもめ The Last Detail                           | 1973年 | ハル・アシュビー                 | ジャック・ニコルソン ランディ・クエイド     | 窃盗を犯した若い水兵を護送する2人のベテラン海軍下士官。3人に間に奇妙な友情が芽生える。                                                                   |
| ミーン・ストリート Mean Streets                            | 1973年 | マーティン・スコセッシ           | ハーヴェイ・カイテル ロバート・デ・ニーロ   | |
| セルピコ Serpico                                           | 1973年 | シドニー・ルメット               | アル・パチーノ                              | |
| カンバセーション…盗聴… The Conversation                    | 1974年 | フランシス・フォード・コッポラ   | ジーン・ハックマン                          | |
| ハリーとトント Harry and Tonto                             | 1974年 | ポール・マザースキー             | アート・カーニー                            | ニューヨークのアパートを立ち退かされた老人が愛猫を連れてシカゴへ向かうロードムービー。道中で様々な人々と出会う。                                         |
| サンダーボルト Thunderbolt and Lightfoot                   | 1974年 | マイケル・チミノ                 | クリント・イーストウッド ジェフ・ブリッジス | 犯罪に熟練した朝鮮戦争世代の中年男と、当時ようやく終結したベトナム戦争世代の若者のロードムービー。                                                       |
| カッコーの巣の上で One Flew Over the Cuckoo's Nest         | 1975年 | ミロス・フォアマン               | ジャック・ニコルソン ルイーズ・フレッチャー | 精神異常を装って刑期を逃れた男と、患者を完全統制しようとする看護婦長との確執。                                                                           |
| 狼たちの午後 Dog Day Afternoon                             | 1975年 | シドニー・ルメット               | アル・パチーノ                              | 無計画に銀行を襲い人質を取って立て籠もった銀行強盗がマスコミによってヒーローのように祭り上げられていく。実際の銀行強盗事件を題材にした作品。             |
| タクシードライバー Taxi Driver                             | 1976年 | マーティン・スコセッシ           | ロバート・デ・ニーロ                        | 社会病理に冒され、異常を来した男の憤り。 |
| ディア・ハンター The Deer Hunter                           | 1978年 | マイケル・チミノ                 | ロバート・デ・ニーロ                        | ベトナム戦争に駆り出された男たちの悲劇。 |
| 地獄の黙示録 Apocalypse Now                                | 1979年 | フランシス・フォード・コッポラ   | マーロン・ブランド マーティン・シーン       | ベトナム戦争映画の金字塔。 |

## 関連文献
（欧文）
- Buskin, Peter. Easy Riders, Raging Bulls: How the Sex-Drugs-and-Rock 'N' Roll Generation Saved Hollywood (Simon & Schuster, 1998)ISBN 0747590141
- Harris, Mark. Pictures at a Revolution: Five Movies and the Birth of the New Hollywood (Penguin, 2008)
- Hunter, Aaron and Martha Shearer. Women & New Hollywood: Gender, Creative Labor & 1970s American Cinema (Rutgers University Press, 2023)
- Krämer, Peter. The New Hollywood: From Bonnie and Clyde to Star Wars (Columbia University Press, 2006)
- Kuhn, Annette and Guy Westwell. Oxford Dictionary of Film Studies, 2nd ed. (Oxford University Press, 2020)

（邦文）
- 高橋洋二編『アメリカン・ニューシネマ '60-'70 < 別冊太陽 >』平凡社、1988
- キネマ旬報編『世界の映画作家24　アメリカン・ニューシネマの俊英たち』キネマ旬報社、1974
- 田山力哉『アメリカン・ニューシネマ名作全史』3巻、社会思想社、1981-1994
- 小野智恵「ニュー・ハリウッド 1967-1980」（杉野健太郎責任編集、日本映画学会監修『アメリカ映画史入門』三修社、2024）

（映像資料）
- デッド・デーム、 リチャード・ラグラヴァンス監督『アメリカン・ニューシネマ - 反逆と再生のハリウッド史』DVD、ナウオンメディア、2004年（Ted Demme and Richard LaGravenese, A decade under the influence : the 70's films that changed everything, 2003[25]）